# Дмитровка (Вышневолоцкий район)
Дмитровка — деревня в Вышневолоцком городском округе Тверской области.

## География
Находится в центральной части Тверской области на расстоянии приблизительно 20 км по прямой на север-северо-восток от города Вышний Волочёк на восточном берегу озера Шишево.

## История
Была отмечена еще на карте Менде (состояние местности на 1848 год). В 1859 году здесь (деревня Вышневолоцкого уезда) было учтено 6 дворов. До 2019 года входила в состав ныне упразднённого Сорокинского сельского поселения Вышневолоцкого муниципального района. Ныне имеет дачный характер.

## Население
Численность населения составляла 39 человек (1859 год), 1 (русские 100%) в 2002 году, 0 в 2010.